# Phostria salebrialis
Phostria salebrialis là một loài bướm đêm trong họ Crambidae.